# Sandkrug (Nauen)

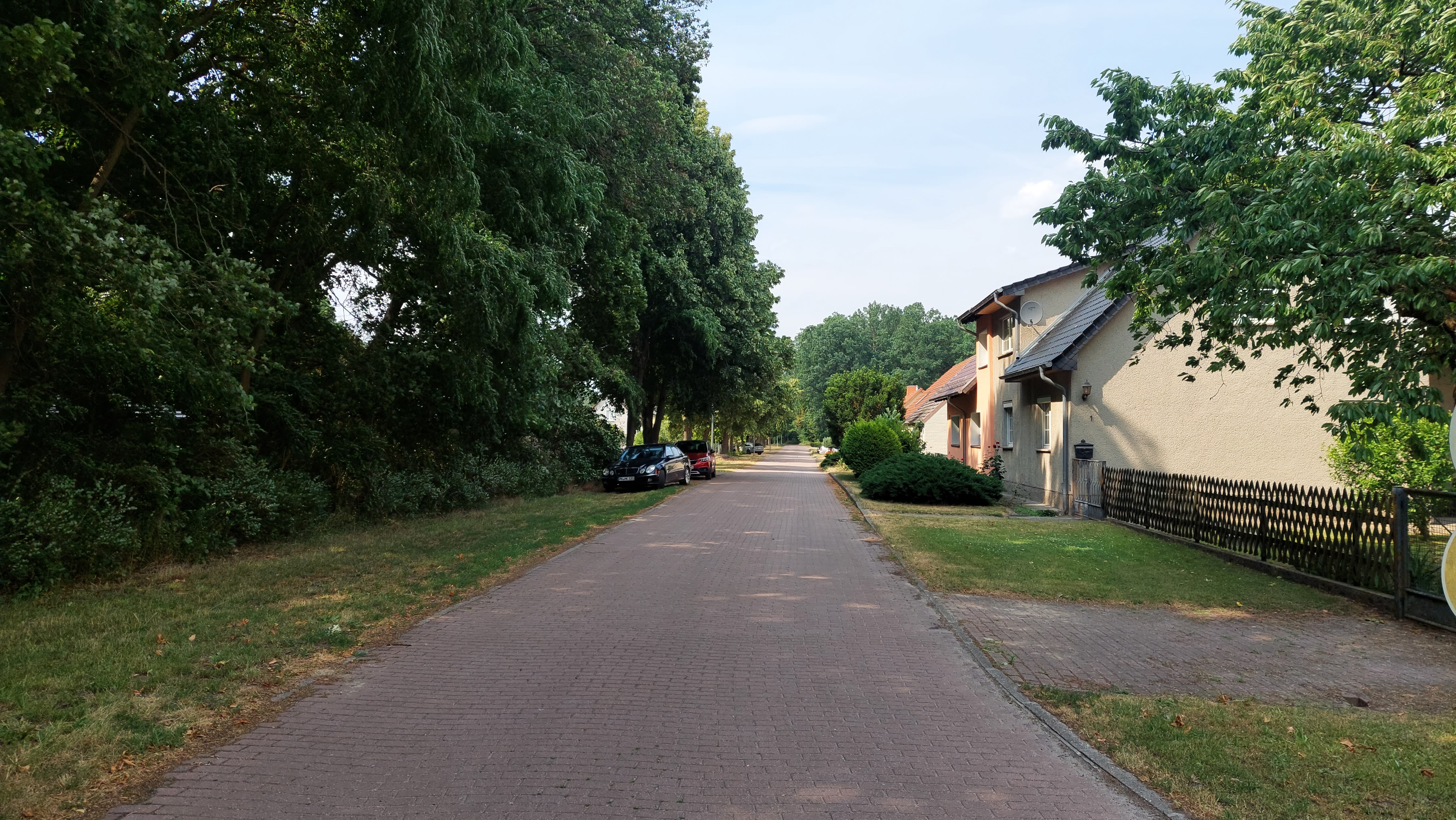
Wohnplatz Sandkrug/Straße Am Sandkrug

Sandkrug ist ein Wohnplatz im Ortsteil Groß Behnitz der Stadt Nauen im brandenburgischen Landkreis Havelland. Der Name des Wohnplatzes geht auf eine ehemalige Gastwirtschaft und Pferdewechselstation namens „Sandkrug“ zurück, dessen Gebäude heute unter Denkmalschutz steht.

## Lage
Der Wohnplatz liegt rund neun Kilometer südwestlich von Nauen und nur rund 300 Meter östlich des Dorfkerns von Groß Behnitz sowie des Groß Behnitzer Sees. Er umfasst die Straße Am Sandkrug, die auf rund 500 Metern bebaut ist, in nördlicher Richtung von der Behnitzer Dorfstraße abgeht und in Richtung Ribbeck führt.

## Geschichte

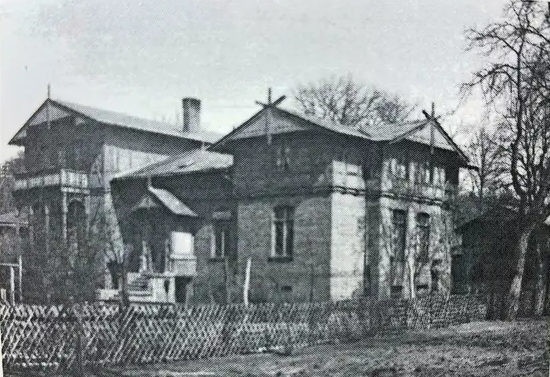
Historische Aufnahme der Gaststätte

Die Bebauung des heutigen Wohnplatzes begann wohl um 1755, als durch die damalige Gutsherrenfamilie von Itzenplitz eine Ziegelei an der Ecke Behnitzer Dorfstraße/Am Sandkrug errichtet wurde. Mitte der 1770er Jahre folgten drei Zweifamilien-Kolonistenhäuser. Das namensgebende Wirtshaus Sandkrug wurde vermutlich in den Jahren 1777/78 errichtet. Es lag an der ehemaligen Poststraße und diente als Pferdewechselstation für die dort vorbeikommenden Postkutschen, die die Route Spandau – Rathenow – Tangermünde bedienten. 1806 sollen dort die preußische Königin Luise und wenig später ihr Gatte König Friedrich Wilhelm III. Rast gehalten haben. Im Jahr 1849 soll Otto von Bismarck den Sandkrug besucht und dort eine Rede gehalten haben, um nach Wählern zu werben.
In den 1860er-Jahren wurde nur wenig nördlich der Pferdewechselstation die Bahnstrecke Berlin–Lehrte errichtet. Groß Behnitz erhielt somit einen Bahnanschluss und der Sandkrug war zum einen Ausflugslokal, zum anderen Veranstaltungsort. 1885 wird der Wohnplatz als „Colonie Sandkrug“ mit zehn Wohngebäuden und 101 Einwohnern erwähnt. Ende des 19. Jahrhunderts wurde der Schankbetrieb eingestellt und das Gebäude als Forsthaus genutzt. Das zweigeschossige, massive Gebäude mit Zierfachwerk (Anschrift Zum Sandkrug 12 und 12b) steht inzwischen unter Denkmalschutz und wird zu Wohnzwecken genutzt.